# Čtveřín
Čtveřín (německy Stwerschin) je obec v okrese Liberec. Žije zde 607 obyvatel.

## Historie
První písemná zpráva o vesnici pochází z roku 1394. Vesnice bývala rozdělena na dvě části. Jedna patřila k tvrzi, kterou počínaje rokem 1394 vlastnil Jan Sobek, jehož vystřídal Přibek z Nedonos. Druhá část vsi patřila ke dvorci, na němž roku 1398 hospodařil Bohuslav, jehož posléze vystřídal Jan Kyjata ze Zásady následovaný dalšími vladyky. Postupem času, především vlivem válečných konfliktů, tvrz zpustla a nakonec ji získal Mikuláš z Valdštejna, jenž ji roku 1456 prodal majitelům skalského panství.
K největšímu rozvoji došlo za první republiky, kdy byly přičleněny obce Doubí, Husa a Sychrov.

## Části obce
- Čtveřín
- Doubí

## Pamětihodnosti
- Zvonice
- Památkově chráněný kříž
- Sousoší kalvárie

## Galerie

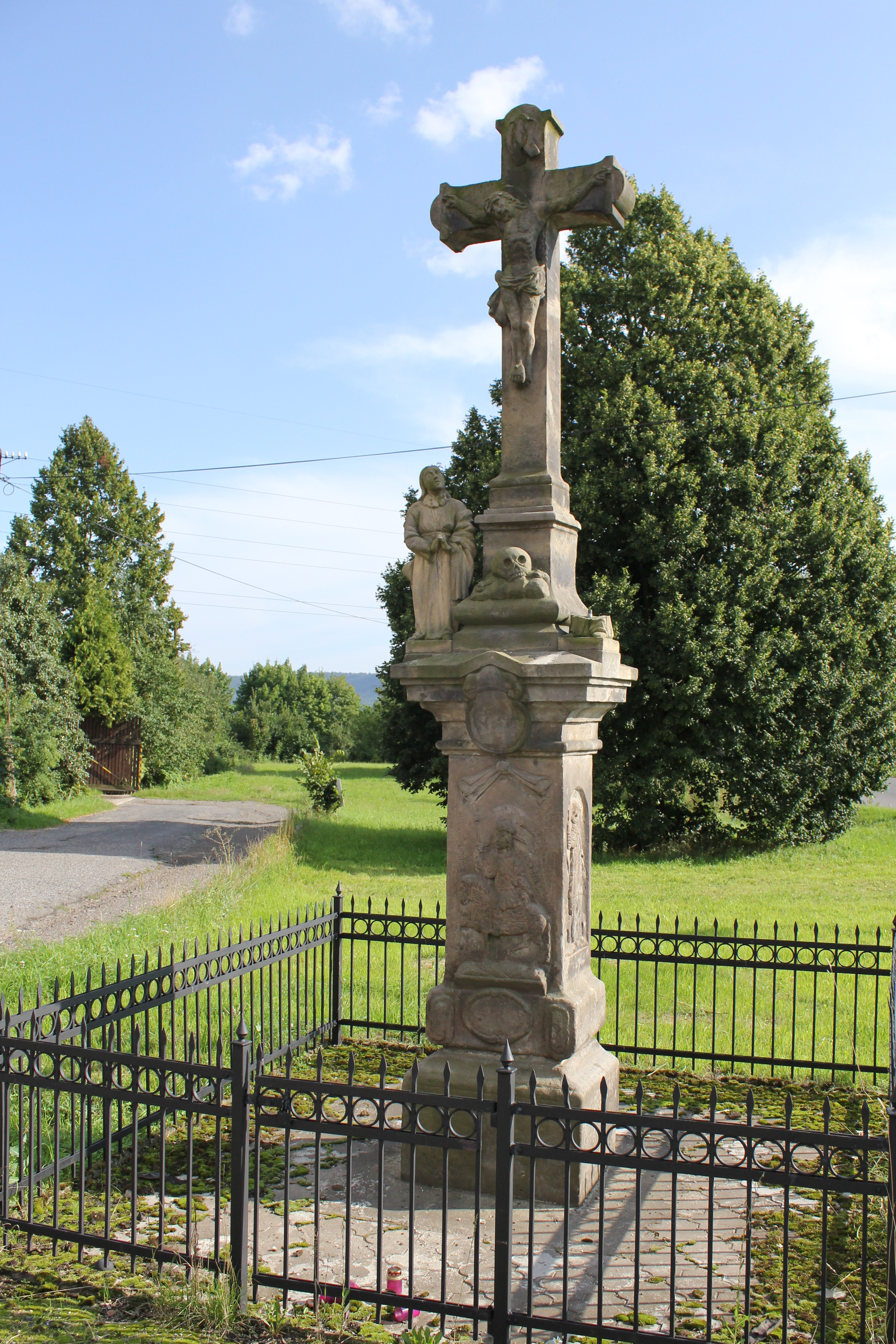
Sousoší kalvárie
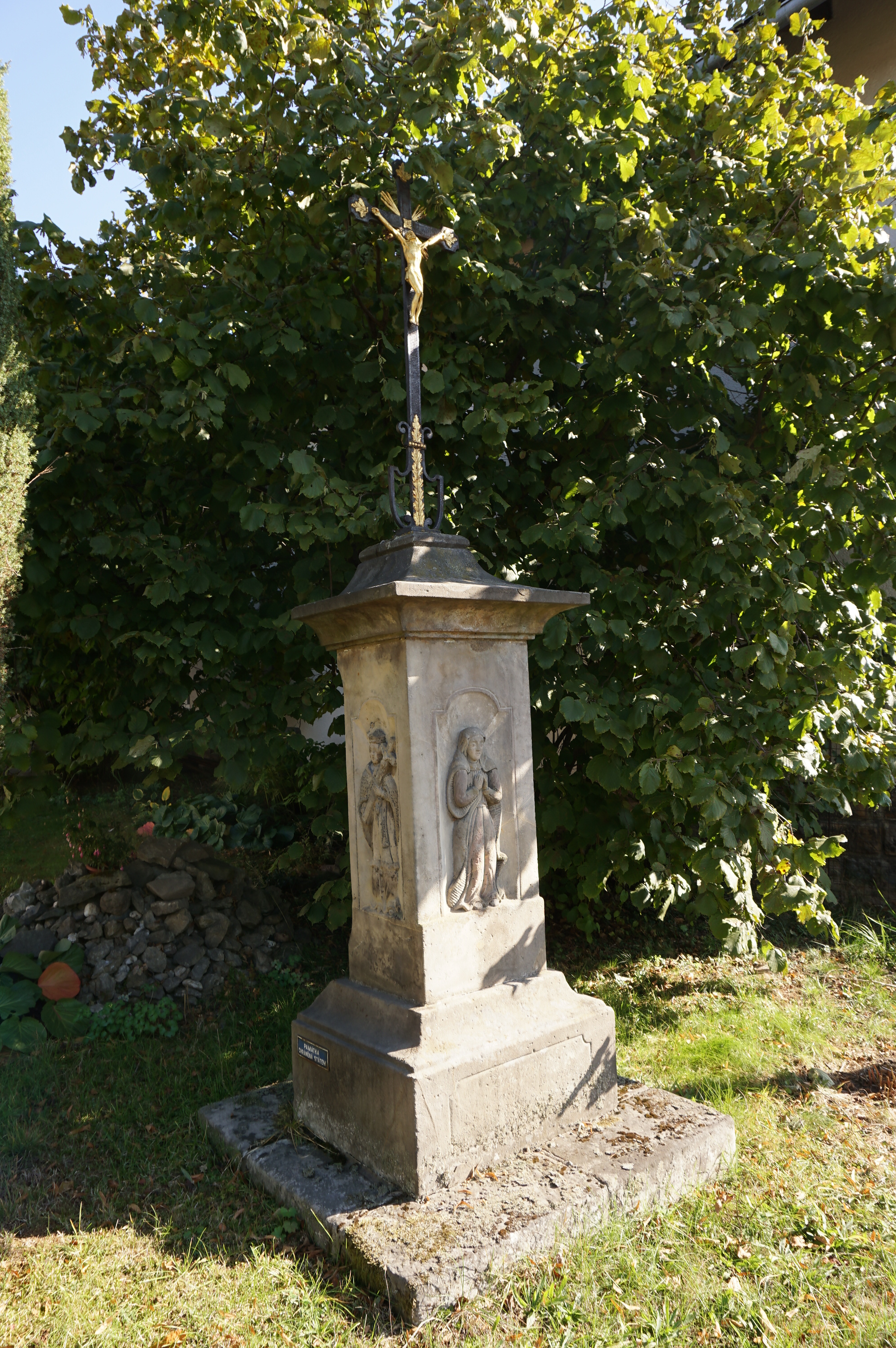
Kříž